# سعدان العالم الجديد
سعادين العالم الجديد أو قردة العالم الجديد أو الخَثْمَاوات أو الفَنْطَاسِيَّات هي فصائل الرئيسيات الخمسة الموجودة في أمريكا الوسطى وأمريكا الجنوبية: جميلات الشعر (Callitrichidae) والسعادين الكبوشية الشكل السعادين الليلية (Aotidae) والسعادين العارية الوجه (Pitheciidae) والسعادين العنكبوتية (Atelidae). تختلف سعادين العالم الجديد عن مجموعات القردة والرئيسيات الأخرى، مثل سعادين العالم القديم والقردة البشرية.

## الخصائص
قردة العالم الجديد من الرئيسيات وهي صغيرة إلى متوسطة الحجم، متراوحة من حجم سييويلا قزمي (Pygmy Marmoset) (أصغر قرد في العالم)، بطول من 14 إلى 16 سم (5.5 إلى 6.3 بوصة) ووزن بين 120 و 190 جرام (4.2 إلى 6.7 أونصة) إلى حجم موريكي الجنوبي بطول 55 إلى 70 سم (22 إلى 28 بوصة) ووزن بين 12 إلى 15 كجم (26 إلى 33 رطل). وتختلف قردة العالم الجديد قليلاً عن قردة العالم القديم في عدة نواح. وأكثر نمط مميز هو في الأنف، التي هي الخاصية التي تستخدم غالبًا للتمييز بين المجموعتان. والاسم العلمي لقردة العالم الجديد، بلاتيرهيني (Platyrrhini)، يعني «مفلطحة الأنف». أنف قردة العالم الجديد مفلطحة أكثر من الأنوف الضيقة لقردة العالم القديم، ولها منخاران مواجهان الجانب. وقردة العالم الجديد هي القردة الوحيدة ذات ذيول قابضة مقارنة بالذيول الأقصر، غير القابضة الخاصة بقردة العالم القديم.
وعادةً أيضًا ما تكون قردة العالم الجديد (باستثناء القرد العواء من جنس Alouatta) مفتقرة إلى البصر ثلاثي الألوان الخاص بقردة العالم القديم. ويعتمد البصر الملون عند قردة العالم الجديد على جين واحد من الصبغي إكس لإنتاج الصبغات التي تمتص الموجات الضوئية المتوسطة والطويلة، التي تتباين مع الموجات الضوئية القصيرة. نتيجة لذلك، يعتمد الذكور على جينة صبغية واحدة متوسطة\طويلة وهم مصابون بعمى الألوان، كما أن الإناث متماثلة الجينات. وقد تملك الإناث متخالفة الجينات (Heterozygous) اثنين من الأليلات بحساسيات مختلفة في هذا النطاق، وبذلك يمكنه إظهار البصر ثلاثي الألوان (trichromatic)
وتختلف قردة رتبة بلاتيرهيني عن قردة العالم القديم في أنها تمتلك اثني عشر من الطواحن بدلاً من ثمانية؛ بـالصيغة السنية {\displaystyle {\tfrac {2.1.3.3}{2.1.3.3}}} (تتكون من قاطعين، ناب واحد، 3 طواحن، و3 أضراس. وهذا مختلف عن أشباه الإنسان من العالم القديم، من ضمنهم البشر، الغوريلات، القردة، البابون، السيامانج، الجبون، وإنسان الغاب، الذين يشاركون في الصيغة السنية {\displaystyle {\tfrac {2.1.2.3}{2.1.2.3}}}) وقردة العالم الجديد من فصيلة آتيليداي هي الرئيسيات الوحيدة بذيول قابضة. والعديد من قردة العالم الجديد صغيرة وتقريبًا كلها شجرية، ولذلك المعلومات عنهم أقل تكاملاً من تلك المأخوذة عن قردة العالم القديم الأسهل ملاحظةً. وعلى عكس أغلب قردة العالم القديم، فالعديد من قردة العالم الجديد أحادية التزاوج تشكل رابطة ثنائية ، ويظهرون رعاية أبوية قوية للصغار. ويأكلون الفاكهة، المكسرات، الحشرات، الأزهار، بيوض الطيور، العناكب، والثدييات الصغيرة. وعلى عكس البشر ومعظم قردة العالم القديم، فإن الإبهام غير قابل للاحتجاج  (باستثناء بعض سعادين كبوشية الشكل).

## المنشأ
منذ 40 مليون سنة مضت انقسمت الرتبة الفوقية سعالي أو سيميفورميز (Simiiformes) إلى الرتبتين بلاتيرهيني (قردة العالم الجديد—في أمريكا الجنوبية) نسناسيات أوالكاترهيني (Catarrhini) (القرد وقردة العالم القديم في إفريقيا). ويُظن حاليًا أن النسل الذي أصبح من رتبة بلاتيرهيني قد هاجر إلى أمريكا الجنوبية إما في طوف من الغطاء النباتي أو عبر جسر اليابسة. وهناك طريقان محتملان للترميث، إما عبر المحيط الأطلسي من أفريقيا أو عبر الكاريبي من أمريكا الشمالية. مع ذلك، لا يوجد سجل أحفوري لدعم نظرية الهجرة من أمريكا الشمالية. وتعتمد نظرية الجسر الأرضي على وجود قمم المحيط الأطلسي وانخفاض في مستوى مياه البحر في عصر الأوليجوسيني. الأمر الذي من شأنه إيجاد جسر أرضي واحد أو سلسلة من الجزر الوسط أطلسية لتعمل عمل متمركزات الهجرة.
في ذلك الوقت، لم يكن برزخ بنما قد تشكل بعد، واختلفت التيارات المحيطية والأجواء كثيرًا، والمحيط الأطلسي كان أقل بحوالي الثلث من العرض الحالي المساوي 2,800 كـم (1,700 ميل)؛ غالبًا أقل بـ1,000 كم، اعتمادًا على التخمين الحالي الخاص بـعملية تشكل أعراف منتصف المحيط بعامل تغير 25 ميلي/سنة.[بحاجة لمصدر]

## التطور
يظهر أن المحتوى الصبغي للأنواع السالفة كان 2n = 54. وتختلف قيمة 2n من 16 عند قرد التيتي إلى 62 عند القرد الصوفي.

## التصنيف
التالي هو قائمة بفصائل بلاتيرهيني المتعددة، ومكانها في رتبة الرئيسيات:
- الرتبة الرئيسيات
  - الرتبة الفرعية الهباريات (الستريبسيرهيني - Strepsirrhini): الليمور (lemur)، اللوريس (loris)، جلاجو، إلخ.
  - الرتبة الفرعية نسناسيات بسيطة الأنف(هابلورهيني - Haplorrhini): ترسير (tarsier)، السعدان (monkey) والقرود المتطورة (ape)
    - الرتبة التحتية ترسيريات الشكل (تارسيفورميز - Tarsiiformes)
      - فصيلة ترسيرية: التريسرات

    - الرتبة التحتية السعالي (سيميفورميز) (Simiiformes)
      - قردة العالم الجديد (بارفوردير بلاتيرهيني -Parvorder Platyrrhini):
        - فصيلة بهيات الشعر(الكلايتريكيدا): المارموسيت والطمارين.
        - فصيلة سعادين كبوشية الشكل (سيبيداي): كبوشي (capuchins) وقرود السنجاب (squirrel monkey)
        - فصيلة قرد الليل (الأوتيداي) : قرود الليلية أو قردة البوم (douroucoulis)
        - فصيلة سعادين عارية الوجه (بتسيداي): التيتي، الساكي والواكاري
        - فصيلة سعادين عنكبوتية(آتيليداي): العواء، العنكبوت، العنكبوت الصوفي والقردة الصوفية

      - رتبة نسناسيات نازلة الأنف (كاترهيني): قردة العالم الجديد و إنسان الغاب